# Mode de fusion
En retouche d'images et infographie, un mode de fusion est une manière dont deux calques peuvent se combiner.
Pour la plupart des logiciels d'édition graphique, tels qu'Adobe Photoshop et GIMP, le fonctionnement se fait du bas vers le haut : c'est le calque au-dessus (aussi appelé "calque actif" ou destination) qui va être mélangé à celui du dessous ("calque passif" ou source) selon le mode de fusion choisi.
Les exemples de cette page utilisent les mêmes calques pour souligner la différence entre les modes. A savoir que l'ordre des calques ayant pour beaucoup de mode, un impact, et que les exemples choisis ici ne sont pas nécessairement les plus pertinents, il faut prendre en compte ce paramètre.

## Mode de fusion normal
Il s'agit du mode de fusion par défaut qui utilise le calque supérieur seul, sans mélanger ses couleurs avec le calque en dessous. Dans le cas d'un calque supérieur en alpha, les parties en transparence laissent apparaitre le calque inférieur. On peut décrire avec une formule cette opération, avec a variable a représente le calque du bas et b le calque du haut :

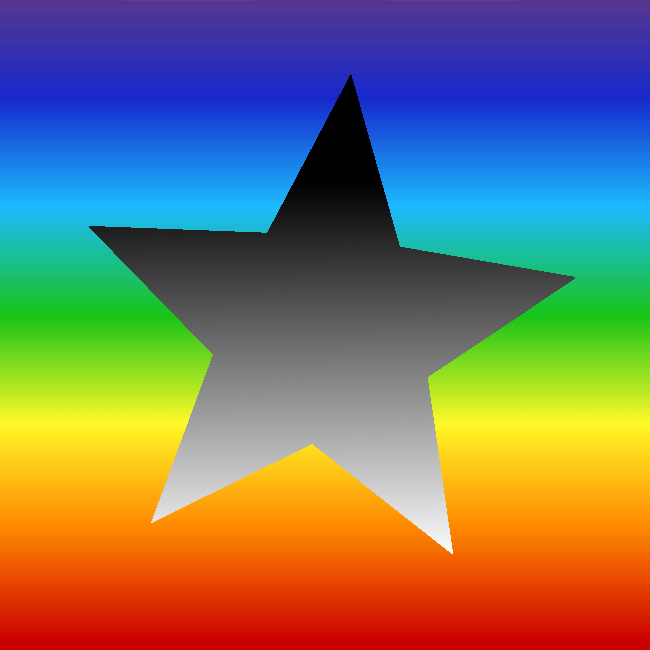
Un calque en forme d'étoile dégradée noir et blanc dont le fond est en alpha (transparent) et laisse donc transparaitre le calque en fond qui est un dégradé arc-en-ciel.

{\displaystyle f(a,b)=b}

## Fondu
Le mode fondu prend des pixels aléatoires des deux calques. Si l'opacité de la couche active supérieure à celle de la couche passive, la plupart des pixels sont extraits de la couche active, tandis qu'avec une faible opacité, la plupart des pixels sont extraits de la couche passive. Il n'y a pas d'anticrénelage appliqué avec ce mode de fusion, les images peuvent donc sembler granuleuses.

## Produit et superposition
Les modes produit et superposition sont des modes de fusion utilisés pour assombrir et éclaircir les images. Il existe de nombreuses combinaisons de ces modes, telles qu'incrustation, lumière tamisée, lumière vive, lumière linéaire et lumière ponctuelle.

### Produit
Le mode produit prend les valeurs du canal RVB entre 0 et 1 pour chaque pixel du calque supérieur et les multiplie avec les valeurs du pixel correspondant au pixel du calque inférieur. Partout où l'une ou l'autre des couches est plus claire que le noir, le composite est plus sombre; puisque chaque valeur est inférieure à 1, leur produit sera inférieur à chaque valeur initiale supérieure à zéro. Ce mode est commutatif : l'échange de deux couches ne change pas le résultat.
On peut décrire avec une formule cette opération, avec a variable a représente le calque du bas et b le calque du haut :

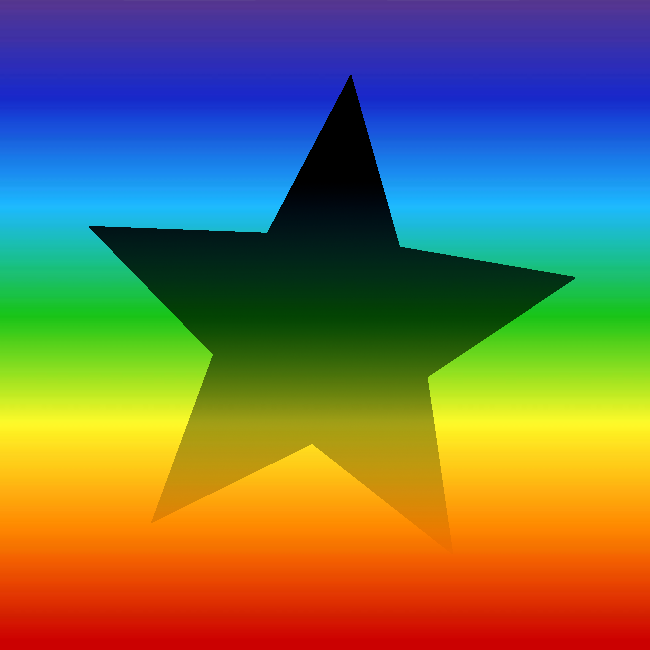
Un calque en forme d'étoile dégradée noir et blanc dont le fond est en alpha (transparent) et laisse donc transparaitre le fond qui est un dégradé arc-en-ciel. La partie la plus sombre de l'étoile reste visible avec ce mode de fusion, mais pas la partie claire, qui se fond avec l'arc-en-ciel du calque inférieur.

{\displaystyle f(a,b)=ab}

### Superposition
Avec le mode superposition, les valeurs des pixels des deux calques sont inversées, multipliées, puis inversées à nouveau. Le résultat est à l'opposé de produit : partout où l'une ou l'autre des couches était plus sombre que le blanc, le composite est plus clair. Comme pour le mode précédent, il est commutatif : l'échange de deux couches ne change pas le résultat.
On peut décrire avec une formule cette opération, avec a variable a représente le calque du bas et b le calque du haut :

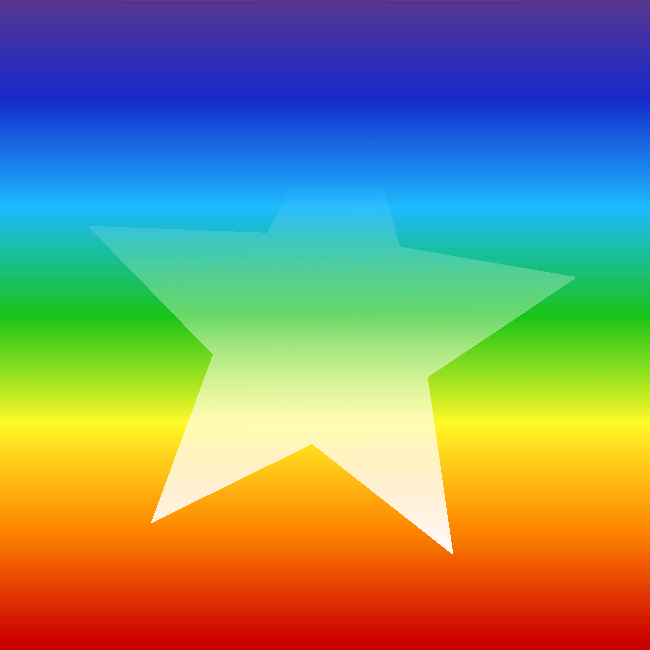
Un calque en forme d'étoile dégradée noir et blanc dont le fond est en alpha (transparent) et laisse donc transparaitre le fond qui est un dégradé arc-en-ciel. Contrairement au mode produit, la partie la plus claire de l'étoile reste visible avec ce mode de fusion, mais pas la partie sombre, qui se fond avec l'arc-en-ciel du calque inférieur.

{\displaystyle f(a,b)=1-(1-a)(1-b)}

### Incrustation
L'incrustation combine les modes produit et superposition. Quand la couche inférieure est claire, la couche supérieure devient plus claire ; quand la couche inférieur est sombre, la couche supérieure devient plus sombre; quand la couche inférieure est gris moyen, la couche du dessus n'est pas affichée.

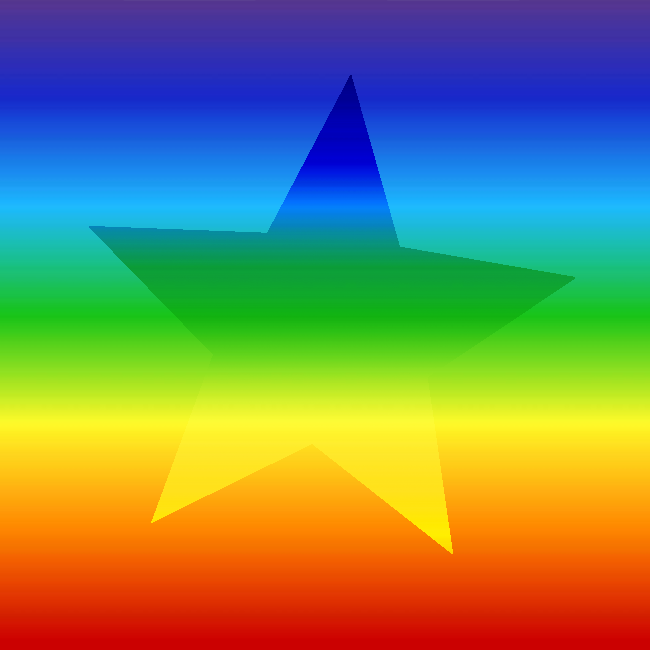
Un calque en forme d'étoile dégradée noir et blanc dont le fond est en alpha (transparent) et laisse donc transparaitre le fond qui est un dégradé arc-en-ciel. Avec ce mode de fusion, on peut voir que les parties sombres de la couche supérieure rendent sombre les pixels de la couche inférieure, et inversement pour les parties claires, tandis que le centre de l'étoile, aux tons gris ne diffère pas et prend les pixels tel quel de la couche inférieure (jaune et vert ici).

### Lumière crue
Comme pour le mode incrustation, le mode lumière crue est également une combinaison des modes produit et superposition. Il applique l'un ou l'autre en fonction de la couleur de base. Quand le calque contient moins de 50 % de gris, il est éclairci (à la manière d'une fusion superposition). Si la couleur de fusion contient plus de 50 % de gris, le calque est obscurci (cette fois à la manière d'une fusion produit).

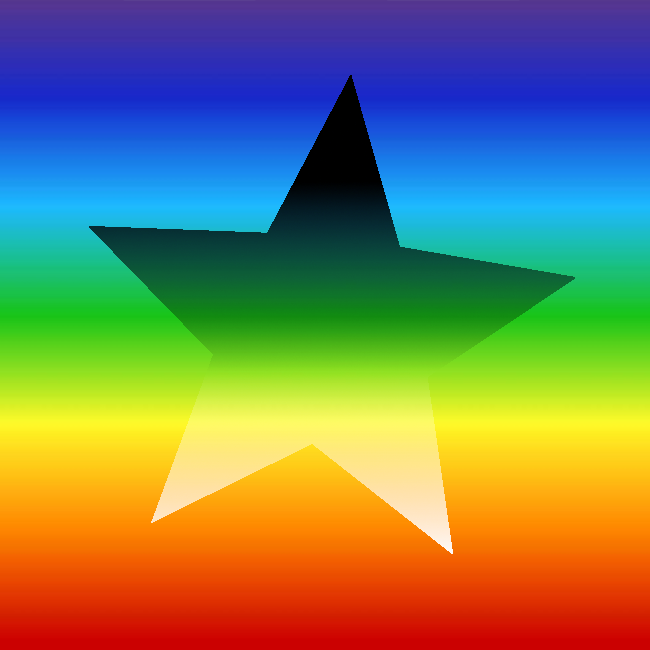
Un calque en forme d'étoile dégradée noir et blanc dont le fond est en alpha (transparent) et laisse donc transparaitre le fond qui est un dégradé arc-en-ciel. Les parties blanches et noires de l'étoile ne se fonde pas avec le calque inférieur. Le centre de l'étoile étant gris, il va se mélanger avec les pixels du calque inférieur.

### Lumière tamisée
Le mode lumière tamisée ressemble au mode incrustation, mais est moins saturé : si le calque de fusion est clair, l’image est éclaircie et si le calque de fusion est foncé, l’image est obscurcie.

## Densité
Le mode de fusion densité (dans sa traduction Photoshop, "densité" désigne les modes dodge et burn réparti ensuite en couleur +, couleur -, linéaire + et linéaire -).
|          | Dodge | Burn |
| -------- | ----- | ---- |
| Linéaire | -     | +    |
| Couleur  | -     | +    |

Dodge (en photographie, on peut rapprocher ça de brûler un négatif) éclaircit une image, tandis que burn l'assombrit.
|          | + | - |
| -------- | --- | --- |
| Linéaire | Obscurcit la couleur de base pour reproduire la couleur de fusion par réduction de la luminosité. La fusion avec du blanc ne produit aucun effet.               | Éclaircit la couleur de base pour reproduire la couleur de fusion par augmentation de la luminosité. La fusion avec du noir ne produit aucun effet.         |
| Couleur  | Obscurcit la couleur de base pour reproduire la couleur de fusion par augmentation du contraste entre les deux. La fusion avec du blanc ne produit aucun effet. | Éclaircit la couleur de base pour reproduire la couleur de fusion par réduction du contraste entre les deux. La fusion avec du noir ne produit aucun effet. |

## Modes de fusion arithmétiques simples

### Division
Le mode division les valeurs des pixels d'un calque avec l'autre, il est utile pour éclaircir les photos si la couleur est sur le gris ou moins (tire vers le blanc). Il est également utilisé pour supprimer une teinte de couleur d'une photo. En créant un calque de la couleur de la teinte que l'on souhaite supprimer, le mode division rendra cette couleur blanche dans le calque supérieur, car toute valeur divisée par elle-même est égale à 1 (soit soit blanc).

### Addition/ajout
Ce mode de fusion ajoute simplement les valeurs de pixels d'un calque sur l'autre. Si leur addition est supérieure à 1 alors le pixel devient blanc.

### Soustraction
Ce mode de fusion soustrait simplement les valeurs des pixels d'un calque avec l'autre. En cas de valeurs négatives, le pixel s'affichera en noir.

### Différence
Le mode différence soustrait la couche inférieure de la couche supérieure ou inversement, pour toujours obtenir une valeur non négative. Le mélange avec le noir ne produit aucun changement et le mélange avec du blanc inverse l'image.
L'un des principaux intérêts de ce mode est qu'il peut être utilisé pour vérifier l'alignement des calques avec un contenu similaire.